# Miconia doriana
Miconia doriana är en tvåhjärtbladig växtart som beskrevs av Célestin Alfred Cogniaux. Miconia doriana ingår i släktet Miconia och familjen Melastomataceae. Inga underarter finns listade i Catalogue of Life.